# Душков, Валерий Алексеевич
Валерий Алексеевич Душков (укр. Валерій Олексійович Душков; род. 10 апреля 1953, Коспаш, Молотовская область) — советский и украинский футбольный тренер.

## Биография
В качестве футболиста играл за ахтырский «Нефтянник», где в 1980 году начал тренерскую карьеру. Впоследствии тренировал «Явор» (Краснополье), «Ниву» (Тернополь), «Адвис» (Хмельницкий), «Винницу» и «Прикарпатье» (Ивано-Франковск). В 2003 году работал селекционером в запорожском «Металлурге», а в следующем году возглавил ливийский «Аль-Тахадди», после чего вернулся на Украину, встав у руля сумского «Спартака».
С 2006 по 2008 год входил в тренерский штаб симферопольской «Таврии». В ноябре 2010 года стал тренером «Салюта» из Белгорода, проработав там до марта 2011 года.
Входил в тренерский штаб сборной Украины при Михаиле Фоменко с 2012 по 2016 год. В 2016 году получил тренерскую лицензию категории «А».
Директор Ахтырской детско-юношеской спортивной школы.